# 孫処
孫 処（孫處、そん しょ、359年 - 411年）は、東晋末の軍人。字は季高。本貫は会稽郡永興県。

## 経歴
若くして侠を任じた。劉裕が孫恩の乱を討つと、孫処は劉裕の軍に従軍した。元興3年（404年）、劉裕が桓玄を討つべく挙兵して建康を平定すると、孫処は振武将軍となり、新夷県五等侯に封じられた。
義熙5年（409年）、劉裕が南燕の広固を包囲すると、孫処は先頭に立って戦い、功績を挙げた。
義熙6年（410年）、北伐から帰還すると、盧循の乱の対処にあたった。孫処は石頭に防柵を構築し、越城や査浦を防備し、新亭で盧循の軍を撃破した。11月、劉裕の命を受けて3000の兵を率い、海上を経由して広州の番禺城を襲撃した。盧循は海からの攻撃を想定しておらず、孫処は折りしもの大霧の天候にも助けられて、その日のうちに城を陥落させた。盧循の父の盧嘏や長史の孫建之や司馬の虞尪夫らは、軽舟で始興郡に逃れた。劉裕の派遣した別軍の沈田子らが始興郡・南康郡・臨賀郡・始安郡といった嶺表諸郡を平定した。
義熙7年（411年）2月、盧循は左里で兵力を再集結させると、なおも多数を保っていたため、嶺道から取ってかえして広州を襲撃した。孫処は20日あまりも戦って、盧循の軍を撃退した。鬱林郡まで追撃したが、病にかかって進撃を停止せざるをえなくなり、その間に盧循は交州に逃げ延びた。4月、孫処は晋康で死去した。享年は53。
龍驤将軍・南海郡太守の位を追贈され、侯官県侯に追封された。義熙9年（413年）、さらに交州刺史の位を贈られた。
子に孫宗世があった。

## 伝記資料
- 『宋書』巻49 列伝第9
- 『南史』巻17 列伝第7